# Tarbelli

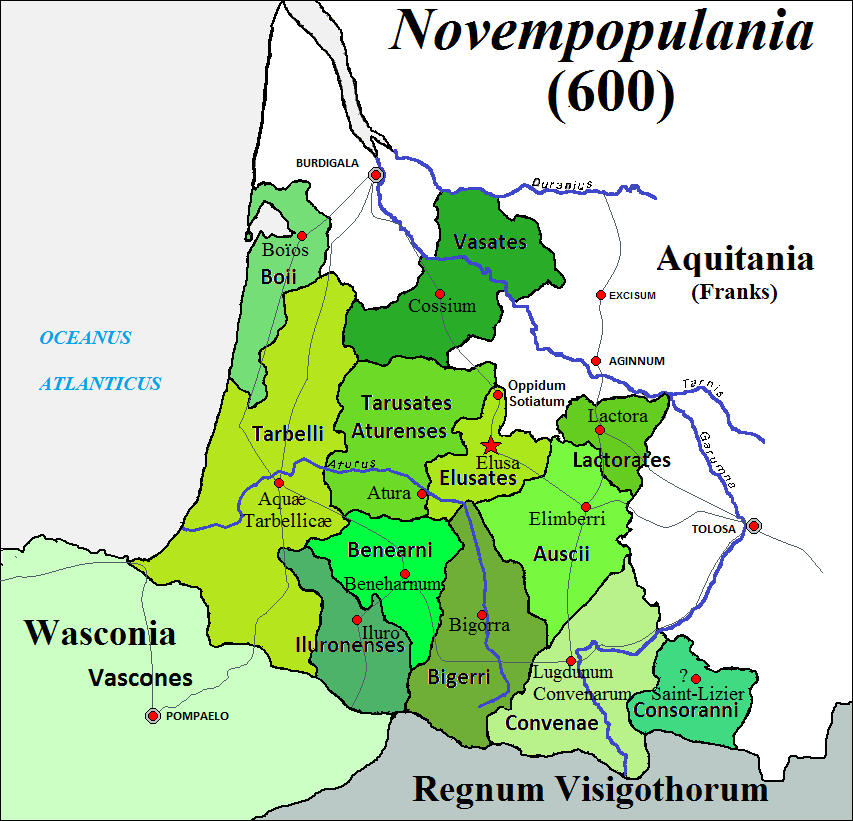
Stämme der Aquitaner

Die Tarbelli waren ein antikes, vorrömisches Volk im südwestlichen Aquitanien (der späteren römischen Provinz Novempopulana), sie gehörten also zu den Stämmen Galliens. Sie wohnten in der Küstenregion des Golfes von Biskaya beidseits des Aturrus (heute Adour) bis zu den Pyrenäen. Laut Ptolemaios Kartenwerk Geographike lag ihr Siedlungsgebiet südlich von jenem der Bituriges Vibisci. Der ältere Plinius nennt sie in seinem Geschichtswerk Naturalis historia als die Tarbelli Quattuorsignani, was so viel wie die Tarbelli der vier Banner bedeutet, doch ist das Epitheton Quattuorsignani nicht erklärt. Die Tarbelli beuteten die Goldvorkommen ihres Territoriums aus und kamen auch aufgrund ihrer kalten und heißen Mineralquellen zu einigem Wohlstand. Vor allem lebten sie jedoch von der Land- und Weidewirtschaft.
Der von Gaius Iulius Caesar während dessen Gallischem Krieg 56 v. Chr. mit der Unterwerfung Aquitaniens beauftragte Publius Licinius Crassus brachte auch die Tarbelli zur Anerkennung der römischen Oberhoheit. In der Folge gehörten sie mit weiteren Stämmen zur civitas Aquensium in Gallia Aquitania. Ihr wichtigster Ort war das vom Aturrus durchflossene Aquae Tarbellicae (das heutige Dax). In der Spätantike gehörte das Gebiet der Tarbelli zu der von Kaiser Diokletian eingerichteten Provinz Novempopulana.